# Roberto III di Scozia
Roberto III di Scozia (Scone, 14 agosto 1337 – Rothesay, 4 aprile 1406), all'epoca noto come Roberto Steward II, è stato re di Scozia dal 1390 al 1406.
Il suo nome di battesimo era John ed egli venne principalmente conosciuto come conte di Carrick fino all'ascesa al trono.
John era il figlio primogenito di Roberto II di Scozia ed Elizabeth Mure e fu legittimato dalle nozze dei suoi genitori avvenute nel 1347. John nel 1363 si unì alla ribellione del padre Roberto contro lo zio sovrano Davide II di Scozia, ma vi si sottomise piuttosto presto, pochi anni dopo si sposò con Annabella Drummond quando gli Stuart gli donarono il titolo di Conte di Atholl. Nel 1368 John vemne creato Conte di Carrick e tre anni dopo suo padre salì al trono dopo che Davide II di Scozia era morto senza figli nel 1371. Negli anni seguenti l'influenza di John nella gestione degli affari del regno crebbe in continuazione, ma divenne anche, proporzionalmente, sempre più impaziente vista l'elevata longevità del padre.
Nel 1384 John riuscì a farsi nominare luogotenente del regno dopo aver convinto il consiglio a rimuovere il padre dall'autorità di governo e la sua ascesa al potere coincise con una recrudescenza dei conflitti con gli inglesi. Nel 1388 gli scozzesi batterono gli inglesi alla Battaglia di Otterburn dove trovò la morte anche James Douglas, II conte di Douglas uno dei principali sostenitori di John. Nella stessa occasione John stesso rimase ferito per una caduta da cavallo e parte dei nobili spostò il proprio appoggio al fratello minore Roberto conte di Fife tanto che fu a lui che il consiglio affidò la luogotenenza del regno nel dicembre di quell'anno.
Nel 1390 Roberto morì e il trono passò a John che salì al trono come Roberto III di Scozia, tuttavia Fife tenne la luogotenenza per altri tre anni fino a che nel 1393 il potere tornò nelle mani del sovrano e del suo erede Davide Stuart, Duca di Rothesay (24 ottobre 1378 - 26 marzo 1402). Nel 1399 la declinante salute di John portò David a divenire luogotenente sotto la "supervisione" di un gruppo di persone dominato da suo zio Fife divenuto ora Duca d'Albany. Dopo questo John si ritirò nelle proprie terre all'ovest giocando una parte prossima allo zero negli affari di stato, quando nel 1401 David fu accusato da Albany di essersi appropriato di ingenti somme di denaro John non fu in grado di intervenire e il suo figlio ed erede venne imprigionato al Falkland Palace dove morì l'anno seguente.
Il consiglio non accusò Albany per le circostanze sospette che avvolsero la morte del nipote e prese la luogotenenza al suo posto, a quel punto fra Albany e il trono restava solo il fratello di David, James un bambino di soli otto anni. Nel febbraio del 1406 uno scontro fra i membri delle due fazioni portò alla morte del consigliere di John e suo figlio James fu fatto fuggire alla Bass Rock insieme a Henry Sinclair, conte delle Orcadi (1375 circa - 1422) e lì rimase per un mese circa prima di imbarcarsi per la Francia. Tuttavia la nave venne intercettata dagli inglesi e James rimase prigioniero di Enrico IV d'Inghilterra per i successivi 18 anni.

## La strada verso il trono
Figlio di Roberto II di Scozia, settimo Grande intendente di Scozia, e Elizabeth Mure nacque il 14 agosto 1337 e divenne legittimo solo in seguito al matrimonio dei genitori avvenuto circa dieci anni dopo. La sua prima apparizione nei documenti pubblici risale al decennio del 1350 quando lo si trova impegnato in una campagna nell'Annandale per ristabilire il predominio scozzese nei territori occupati dagli inglesi. Dieci anni dopo circa lo ritroviamo al fianco del padre Roberto e di altri nobili, fra cui i Douglas e i March, sollevarsi contro Davide II di Scozia. I motivi di quella ribellione furono vari, l'anno precedente il sovrano aveva permesso che i suoi favoriti mettessero le mani sulle terre di pertinenza degli Stuart nel contado di Monteith e li avevano ostacolati alla scalata per il contado di Fife. Nello stesso periodo il re si trovò coinvolto in una relazione con Margherita Drummond, che sarebbe poi divenuta sua moglie e questa poté costituire un'ulteriore minaccia per gli Stuart che avevano interesse per il contado di Strathearn che faceva molta gola anche ai Drummond.
A questo si aggiungeva che questi nobili erano tutto meno che felici dello sciupio di denaro che il re era costretto a perpetuare per pagare il proprio astronomico riscatto dalle prigioni inglesi e la prospettiva di poter essere spediti in Inghilterra come pegno dei pagamenti doveva essere poco allettante. Entro la primavera del 1367 la situazione fra gli Stuart e il re parve rientrare, il 31 maggio gli Stuart diedero a John il titolo di Conte di Atholl e lui a quel tempo doveva essere già sposato con Annabella Drummond, nipote della regina Margherita. Davide II rafforzò la posizione di John e della moglie donando loro anche il contado di Carrick nel 1368 e offrendo la sua tacita approvazione a riconoscere John come suo erede. Una successione degli Stuart fu però messa in pericolo nel 1369 quando Davide chiese l'annullamento delle nozze con Margherita per via della sua incapacità di generare lasciandolo così libero di contrarre un altro matrimonio forse più prolifico.
Il 22 febbraio 1371 poco prima che Davide convolasse a nuove nozze morì lasciando il trono allo zio Roberto II di Scozia che venne incoronato a Scone circa un mese dopo, immediatamente Roberto si mosse per assicurarsi che John venisse riconosciuto come suo erede e due anni dopo questo intento era stato raggiunto, il consiglio aveva proclamato John erede al trono e la posizione dei suoi fratelli rispetto alla corona venne definita nei dettagli. Cinque anni dopo nacque David, futuro Duca di Rothesay e primogenito di John che, tre anni dopo si autodefinì luogotenente delle marche sostenuto in questo da suo cognato James Douglas, II conte di Douglas che delle marche era uno dei più grandi magnati.

## Il luogotenente che non mantenne le promesse
Roberto II fece in modo di divedere, virtualmente, la Scozia in due, il sud finì sotto il controllo di John mentre il nord andò sotto quello di suo fratello Alessandro conte di Buchan che divennero gli uomini più importanti nelle rispettive zone d'influenza. Nel tempo l'uso che Buchan fece dei cateran (bande di combattenti provenienti dalle Highlands) provocò le lamentele dei nobili e dei prelati del nord e si mise in evidenza l'incapacità del re di controllare il figlio con il risultato che il consiglio cominciò a supportarlo sempre meno. L'incapacità di Roberto di dare nuova linfa agli scontri con gli inglesi e l'abuso dell'appoggio del re da parte di Alessandro nel nord fu l'argomento centrale della seduta del concilio che si tenne alla Holyrood Abbey nel novembre 1384.
Quel che ne emerse fu la decisione di mettere da parte il re e porre al centro John che finì con l'assumere la luogotenenza del regno. Nel luglio seguente un gruppo di scozzesi insieme a un gruppo di soldati francesi capitanati da Jean de Vienne (1341-1396) penetrò nel nord dell'Inghilterra senza ottenere grandi risultati se non l'avere una violenta rappresaglia da parte di Riccardo II d'Inghilterra. Tuttavia in quell'anno la preoccupazione maggiore del consiglio era quella di condannare i comportamenti di Buchan e di convincere John a prendere provvedimenti nei suoi confronti.
Ciononostante John non agì direttamente contro il fratello e benché gran parte dei nobili fosse soddisfatta per la ripresa delle lotte contro gli inglesi non poteva apprezzare che il nord del paese fosse sempre di più nelle mani di un singolo uomo che agiva al di fuori della legge. Se John aveva avuto la luogotenenza era anche perché tenesse a bada Alessandro e i suoi eccessi, ma a dispetto di questo nel febbraio 1387 Buchan fu fatto Giustiziere del Forth divenendo ancora più potente ed influente di quanto già non fosse.
Negli anni intanto si susseguirono con gli inglesi una serie di tregue e riprese fino a che il 19 aprile 1308 Riccardo spedì in Scozia dei messi per negoziare una pace più duratura, messi che tornarono a mani vuote giacché pochi giorni dopo Roberto II era Edimburgo per autorizzare nuovi conflitti contro gli inglesi ai propri nobili. In quell'estate gli inglesi vennero duramente sconfitti alla Battaglia di Otterburn dove trovò la morte anche James Douglas, II conte di Douglas che, morendo senza figli, lasciò un vuoto di potere che suscitò le più varie pretese circa la sua eredità. John supportò suo cognato Malcolm Drummond mentre su fratello Roberto conte di Fife appoggiò Archibald Douglas, III conte di Douglas che del morto era stato il cugino di suo padre e alla fine fu proprio lui a spuntarla.
Ora i Douglas non erano più i fedeli alleati di John, ma di suo fratello Fife e insieme si assicurarono che alla seduta del consiglio di dicembre la luogotenenza passasse da John, che era infortunato a causa di una caduta da cavallo, a Fife. Fife promise che avrebbe condotto suo fratello Alessandro a più miti consigli, lo spogliò di molte delle sue cariche e quella di Giustiziere la passò al suo primogenito Murdoch Stewart. Nel gennaio 1390 Roberto II era nel nord forse per rafforzare il cambiamento dello scenario politico appena avvenuto, poco dopo tornò nell'Ayrshire e lì morì il 19 marzo. L'esilio politico di John era durato meno di due anni.

## Il re debole
John era il primogenito e in base alle disposizioni paterne fu lui a ereditare il trono, nel maggio 1390 il Parlamento lo autorizzò a cambiare il proprio nome in Robert così da poter mantenere un collegamento con il predecessore e staccarsi dall'altro re omonimo Giovanni di Scozia il cui regno aveva segnato, più o meno, l'inizio delle Guerre di indipendenza scozzesi. Il ritardo di quattro mesi per la sua incoronazione può essere visto come il tentativo da parte di Fife e dei suoi sodali di assicurarsi una posizione per il futuro e il concomitante attacco di Buchan alla Cattedrale di Elgin per sistemare un vecchio conto con Alexander Bur (morto 1397), Vescovo di Moray, potrebbe essere letto anche come una protesta per la riconferma del fratello Fife a luogotenente.
Nel 1392 John cominciò a dotare il primogenito David di un titolo nobiliare, divenne Conte di Carrick, e di una cospicua rendita annuale che lo mise in grado di procurarsi un seguito degno del suo rango e l'anno successivo venne decretato che il nuovo luogotenente del regno sarebbe stato David che sarebbe subentrato allo zio Fife. Anche riguardo agli affari esteri John parve avere la situazione in pugno, fece in modo di preservare la pace con Riccardo II e sul fronte interno aumentò l'influenza di George Douglas, I conte di Douglas (1380-1403), della branca dei Red Douglas nel sud-est del paese per controbilanciare l'influenza dei Black Douglas, rappresentati da James Douglas che erano alleati di Fife. Ancora sul fronte interno cercò di limitare l'autorità, talvolta fuori dalle leggi, dei clan organizzando e sovrintendendo a un combattimento regolamentato fra due diversi clan il 28 aprile 1396. Parallelamente e con il crescere dell'età David iniziò ad agire in maniera indipendente dal padre prendendo il controllo delle terre degli Stuart nel nord-ovest e mantenendo i contatti con i parenti Drummond mentre, al contempo, l'autorità di Fife nel centro della Scozia rimaneva intatta.
Due anni dopo John venne fortemente biasimato per non essere stato in grado di pacificare le aree settentrionali abitati da persone di origine gaelica tanto che il consiglio che si riunì a Perth nel 1398 aumentò i poteri di Fife creandolo Duca d'Albany e di David che divenne Duca di Rothesay incaricandoli di condurre guerra contro Domnhall di Islay, Signore delle Isole (morto 1423). Nel mese di novembre Albany, Rothesay, Archibald Douglas, III conte di Douglas, Murdoch Stewart e due vescovi si incontrarono, quel che ne uscì si manifestò alla riunione del consiglio nel gennaio seguente quando John fu forzato a cedere il potere al figlio per un periodo di tre anni.
Nel frattempo sui confini i conti si approfittarono della confusione venutasi a creare in Inghilterra a seguito della deposizione di Riccardo II ad opera di Enrico di Bolingbroke e fecero diverse razzie culminate nella presa di un castello il 13 ottobre 1399.
In Scozia intanto una disputa si accendeva fra il conte di March e Rothesay giacché questi invece di sposare la figlia di March cui era stato promesso preferì convolare a nozze con Marjorie Douglas, figlia di Archibald Douglas, III conte di Douglas. Il conte di March si risentì moltissimo e scrisse ad Enrico Bolingbroke, ormai Enrico IV d'Inghilterra ed entro l'estate del 1400 entrò al suo servizio. Nel 1401 Rothesay si trovò invischiato in una situazione poco chiara, venne infatti accusato di essersi appropriato di ingenti somme provenienti dalle dogane dell'est e di essersi anche intascato indebitamente le entrate dei laicati di St. Andrews che in quel periodo erano vacanti. Vero o no che fosse David insieme allo zio Buchan erano fieri avversari dell'autorità di Albany nel centro della Scozia e fu proprio da Fife che David venne arrestato nel 1402 appena scadde la sua luogotenenza. Poco tempo dopo l'arresto David morì al Falkland Palace con grande sollievo di Albany e di Douglas che dovevano aver visto con apprensione l'ascesa al trono di un uomo tanto determinato, in ogni caso il consiglio li mondò da ogni sospetto circa il loro coinvolgimento nella morte del giovane.
A quel punto Albany tornò ad assumere la luogotenenza e dopo la sconfitta alla Battaglia di Humbleton Hill del settembre 1402 John venne sempre più escluso dalla vita politica e confinato nelle sue terre all'ovest. Solo nel 1404 avvalendosi dell'aiuto di diversi consiglieri John trovò in modo di ripristinare parte della sua autorità intervenendo a favore di Alexander Stewart, Conte di Mar (1475 circa-1435), figlio illegittimo di Buchan e in competizione con lo zio Albany sul contado di Mar. Poco dopo creò nelle terre degli Stuart una nuova "regalità" per il figlio James, ora erede al trono, che venne creato Conte di Carrick, un atto dovuto forse al tentativo di prevenire Albany nell'impossessarsi di quelle terre.
Il 28 ottobre 1405 John tornò al proprio castello di Dundonald e James venne spedito in Francia probabilmente per tenerlo fuori dalla portata di Albany. Nel febbraio 1406 James insieme a qualche fidato consigliere partì attraversando le ostili terre del Lothian appartenenti ai Douglas, da lì si rifugiarono presso l'isola di Bass Rock e un mese dopo partì verso la Francia. Il 22 marzo 1406 la sua nave venne intercettata da quelle di Enrico IV e il principe venne catturato. John, che si era recato al castello di Rothesay dopo aver udito del rapimento del figlio, morì lì il 4 aprile 1406.

## Discendenza
John sposò nel 1367 Annabella Drummond, figlia di Sir John Drummond di Stobhall ed insieme ebbero::
- David Stewart, Duca di Rothesay (24 ottobre 1378-Falkland Palace, Fife 27 marzo 1402), duca di Rothesay
- Robert (?-?), morto da bambino
- Elisabetta (?-1411), sposò James Douglas, signore di Dalkeith;
- Margherita (?-fra il 1450 e 1456), sposò Archibald Douglas, IV conte di Douglas
- Maria (?-1458), si sposò cinque volte;
- Egidia (?-?), morta da bambina
- Giacomo (Dunfermline Palace, Fife 25 luglio 1394-Perth, 21 maggio 1437), re di Scozia con il nome di Giacomo I;
- Giovanni (?-31 maggio 1445), signore di Bredalbane e Holland, suo figlio illegittimo.

## Ascendenza
|                       |   |                     | Genitori                              |  |  | Nonni |  |  | Bisnonni               |  |  | Trisnonni |  |
|                       |   |                     |                                       |  |  |       |  |  | James Stewart (nobile) |  |  | …         |  |
|                       |   |                     |                                       |  |  |       |  |  | James Stewart (nobile) |  |  | …         |  |
|                       |   | …                   |                                       |  |  |       |  |  | James Stewart (nobile) |  |  |           |  |
| Walter Stewart        |   |                     |                                       |  |  |       |  |  | James Stewart (nobile) |  |  |           |  |
|                       |   | Cecilia Dunbar      | Patrick III di Dunbar                 |  |  |       |  |  |                        |  |  |           |  |
|                       |   | Cecilia Dunbar      | Patrick III di Dunbar                 |  |  |       |  |  |                        |  |  |           |  |
|                       |   | Cecilia Dunbar      | …                                     |  |  |       |  |  |                        |  |  |           |  |
| Roberto II di Scozia  |   | Cecilia Dunbar      |                                       |  |  |       |  |  |                        |  |  |           |  |
|                       |   | Roberto I di Scozia | Robert Bruce, VI signore di Annandale |  |  |       |  |  |                        |  |  |           |  |
|                       |   | Roberto I di Scozia | Robert Bruce, VI signore di Annandale |  |  |       |  |  |                        |  |  |           |  |
|                       |   | Roberto I di Scozia | Marjorie, Contessa di Carrick         |  |  |       |  |  |                        |  |  |           |  |
| Marjorie Bruce        |   | Roberto I di Scozia |                                       |  |  |       |  |  |                        |  |  |           |  |
|                       |   | Isabella di Mar     | Donald I di Mar                       |  |  |       |  |  |                        |  |  |           |  |
|                       |   | Isabella di Mar     | Donald I di Mar                       |  |  |       |  |  |                        |  |  |           |  |
|                       |   | Isabella di Mar     | Helen ferch Llywelyn                  |  |  |       |  |  |                        |  |  |           |  |
| Roberto III di Scozia |   | Isabella di Mar     |                                       |  |  |       |  |  |                        |  |  |           |  |
|                       | … | …                   |                                       |  |  |       |  |  |                        |  |  |           |  |
|                       | … | …                   |                                       |  |  |       |  |  |                        |  |  |           |  |
|                       | … | …                   |                                       |  |  |       |  |  |                        |  |  |           |  |
| Sir Adam Mure         | … |                     |                                       |  |  |       |  |  |                        |  |  |           |  |
|                       |   | …                   | …                                     |  |  |       |  |  |                        |  |  |           |  |
|                       |   | …                   | …                                     |  |  |       |  |  |                        |  |  |           |  |
|                       |   | …                   | …                                     |  |  |       |  |  |                        |  |  |           |  |
| Elizabeth Mure        |   | …                   |                                       |  |  |       |  |  |                        |  |  |           |  |
|                       |   | …                   | …                                     |  |  |       |  |  |                        |  |  |           |  |
|                       |   | …                   | …                                     |  |  |       |  |  |                        |  |  |           |  |
|                       |   | …                   | …                                     |  |  |       |  |  |                        |  |  |           |  |
| Joan Cunningham       |   | …                   |                                       |  |  |       |  |  |                        |  |  |           |  |
|                       |   | …                   | …                                     |  |  |       |  |  |                        |  |  |           |  |
|                       |   | …                   | …                                     |  |  |       |  |  |                        |  |  |           |  |
|                       |   | …                   | …                                     |  |  |       |  |  |                        |  |  |           |  |
|                       |   | …                   |                                       |  |  |       |  |  |                        |  |  |           |  |